# Vacina contra a dengue
A vacina contra a dengue é uma vacina usada para prevenir a dengue em humanos. O desenvolvimento de vacinas contra a dengue começou na década de 1920, mas foi prejudicado pela necessidade de criar imunidade contra os quatro sorotipos da dengue.
Desde 2022, há duas vacinas disponíveis comercialmente e vendidas sob as marcas Dengvaxia e Qdenga. A Qdenga é indicada para quem nunca teve uma infecção por dengue. Já a Dengvaxia é recomendada apenas para quem já teve a doença ou para populações em que a maioria das pessoas já foi infectada porque ela pode aumentar o risco de dengue grave naqueles que não foram infectados anteriormente. Em 2017, mais de 733.000 crianças e mais de 50.000 voluntários adultos foram vacinados com a Dengvaxia independentemente do status sorológico, o que gerou uma polêmica .
Existem outras vacinas candidatas em desenvolvimento, incluindo vacinas vivas atenuadas, inativadas, de DNA e de subunidades.

## História
Em dezembro de 2015, a Dengvaxia teve o registro concedido pela Anvisa.
Em dezembro de 2018, a Dengvaxia foi aprovada na União Europeia.
Em maio de 2019, a Dengvaxia foi aprovada nos Estados Unidos como a primeira vacina aprovada para a prevenção da dengue causada por todos os sorotipos do vírus da dengue (1, 2, 3 e 4) em pessoas de nove a 16 anos com dengue anterior confirmada em laboratório infecção e que vivem em áreas endêmicas. A dengue é endêmica nos territórios americanos da Samoa Americana, Guam, Porto Rico e Ilhas Virgens Americanas.
A segurança e a eficácia da vacina foram determinadas em três estudos randomizados controlados por placebo envolvendo aproximadamente 35.000 indivíduos em áreas endêmicas de dengue, incluindo Porto Rico, América Latina e região da Ásia-Pacífico. A vacina foi determinada como sendo aproximadamente 76 por cento eficaz na prevenção da dengue sintomática, confirmada laboratorialmente, em indivíduos de 9 a 16 anos de idade que já tiveram dengue confirmada laboratorialmente.
Em março de 2021, a Agência Europeia de Medicamentos lançou o pacote de arquivamento do TAK-003 destinado a mercados fora da UE. O Qdenga foi aprovado na União Europeia em dezembro de 2022.
Em agosto de 2022, o FDA indonésio aprovou o Qdenga para uso em indivíduos de seis a 45 anos de idade e se tornou a primeira autoridade no mundo a aprovar o Qdenga.
Em 2023 no Brasil, a Agência Nacional de Vigilância Sanitária aprovou o registro da vacina Qdenga para pessoas de 4 a 60 anos de idade, e a vacina começou a ser aplicada por clínicas particulares.
Em 2024, a vacinação de crianças de 10 a 11 anos iniciou-se em 9 de fevereiro, em 67 Unidades Básicas de Saúde (UBSs).

## TAK-003 (Qdenga)
TAK-003 ou DENVax, vendido sob a marca Qdenga e fabricado pela Takeda, é uma vacina quimérica atenuada recombinante com componentes DENV1, DENV3 e DENV4 em um esqueleto do vírus da dengue tipo 2 (DENV2) desenvolvido originalmente na Mahidol University em Bangkok e agora financiado pela Inviragen (DENVax) e (TAK-003). Os ensaios de Fase I e II foram conduzidos nos Estados Unidos, Colômbia, Porto Rico, Cingapura e Tailândia. Com base nos dados de 18 meses publicados na revista Lancet Infectious Diseases, indicou que o TAK-003 produziu respostas sustentadas de anticorpos contra todas as quatro cepas do vírus, independentemente da exposição anterior à dengue e do esquema de dosagem.
Os dados do ensaio de fase III, iniciado em setembro de 2016, mostram que o TAK-003 foi eficaz contra a dengue sintomática. TAK-003 parece não carecer de eficácia em pessoas soronegativas ou potencialmente causar-lhes danos, ao contrário do CYD-TDV. Os dados parecem mostrar apenas eficácia moderada em outros sorotipos de dengue além do DENV2.
Em ensaios clínicos, a vacina apresentou uma eficácia geral de 80% contra dengue sintomática causada por qualquer um dos quatro sorotipos imunológicos (DENV-1, DENV-2, DENV-3 e DENV-4), 86% contra dengue hemorrágica e 90% contra hospitalização por dengue após 1 ano, mantendo-se em 84% após 4,5 anos.

## CYD-TDV (Dengvaxia)
Dengvaxia é uma vacina viva atenuada que é administrada em três injeções separadas, com a dose inicial seguida por duas injeções adicionais dadas seis e doze meses depois. A Food and Drug Administration (FDA) dos EUA concedeu o pedido de designação de revisão prioritária de Dengvaxia e um voucher de revisão prioritária de doença tropical. A aprovação da Dengvaxia foi concedida à Sanofi Pasteur.
A vacina já foi aprovada em 19 países e na União Europeia, mas não é aprovada nos EUA para uso em indivíduos não previamente infectados por qualquer sorotipo do vírus da dengue ou para os quais esta informação é desconhecida.

## Vacinas de DNA
Em 2011, o Naval Medical Research Center tentou desenvolver uma vacina monovalente de plasmídeo de DNA, mas os primeiros resultados mostraram que ela era apenas moderadamente imunogênica. [ precisa de atualização ]

## Sociedade e cultura

### Status legal
A 13 de outubro de 2022, o Comité dos Medicamentos para Uso Humano (CHMP) da Agência Europeia de Medicamentos (EMA) emitiu parecer favorável, recomendando a concessão de uma autorização de introdução no mercado para o medicamento Qdenga, destinado à profilaxia da doença do dengue. O requerente deste medicamento é a Takeda GmbH. A substância ativa do Qdenga é a vacina tetravalente contra a dengue (viva, atenuada), uma vacina viral contendo vírus vivos atenuados da dengue que se replicam localmente e provocam respostas imunológicas humorais e celulares contra os quatro sorotipos do vírus da dengue. Qdenga foi aprovado para uso médico na União Europeia em dezembro de 2022.
Em fevereiro de 2023, o Qdenga foi aprovado pela Agência Reguladora de Medicamentos e Produtos de Saúde do Reino Unido (MHRA) para pessoas com idade igual ou superior a quatro anos.

### Economia
Na Indonésia, custa cerca de US$207 para as três doses recomendadas em 2016.

### Controvérsias

#### Filipinas
A controvérsia da vacina contra a dengue em 2017 nas Filipinas envolveu um programa de vacinação administrado pelo Departamento de Saúde das Filipinas (DOH). O DOH vacinou crianças em idade escolar com a vacina contra dengue CYD-TDV (Dengvaxia) da Sanofi Pasteur. Algumas das crianças que receberam a vacina nunca haviam sido infectadas pelo vírus da dengue antes. O programa foi interrompido quando a Sanofi Pasteur informou ao governo que a vacina poderia colocar as pessoas não infectadas anteriormente em um risco um pouco maior de um caso grave de dengue. Surgiu uma controvérsia política sobre se o programa foi executado com cuidado suficiente e quem deveria ser responsabilizado pelos supostos danos às crianças vacinadas.

## Vacinação no Brasil
Em dezembro de 2024, o Ministério da Saúde decidiu incorporar a vacina da dengue Qdenga ao Sistema Único de Saúde (SUS). O esquema vacinal é composto de duas doses, com intervalo de três meses entre as aplicações.
Em 2024, a vacinação de crianças de 10 a 11 anos iniciou-se em 9 de fevereiro, em 67 Unidades Básicas de Saúde (UBSs). O Brasil se tornou o primeiro país do mundo a realizar a vacinação contra dengue no sistema publico de saúde.
Foram selecionados 521 municípios de regiões endêmicas que atendessem três critérios: possuíssem pelo menos um município com mais de 100 mil habitantes e alta transmissão de dengue em 2023 e 2024, principalmente do sorotipo 2.
No dia 5 de março, o público foi ampliado para 10 a 14 anos, a faixa etária com o maior número de hospitalizações por dengue no Brasil depois de pessoas idosas.
Em abril, o Ministério da Saúde autorizou a ampliação da faixa etária para 6 a 16 anos, nos municípios com doses a vencer.

Em setembro de 2024, o Brasil havia aplicado 2,2 milhões de primeiras doses de vacinas aplicadas contra a dengue e 636 mil registros de segundas doses. No total, o Ministério da Saúde distribuiu 4,7 milhões de doses de vacina no país. 